# Brian Beshara
Brian Anthony Beshara-Feghali (Dallas, 30 dicembre 1977) è un ex cestista e allenatore di pallacanestro statunitense naturalizzato libanese.

## Carriera
Con il Libano ha disputato i Campionati mondiali del 2006 e tre edizioni dei Campionati asiatici (2005, 2007, 2009).